# Osman Waqialla
Osman Waqialla (عثمان وقيع الله, Rufa'a, Al-Jazirah, 1925 - 4 janvier 2007) est un calligraphe soudanais.

## Biographie
Né au bord du Nil Bleu, il étudie au Gordon Memorial College de Khartoum et au Camberwell College of Arts de Londres. Puis il se forme en Égypte avec le maître calligraphe Sayyid Muhammed Ibrahim.
De retour au Soudan dans les années 1950, il travaille comme professeur, avant de revenir en 1967 au Royaume-Uni où il travaille comme consultant en calligraphie pour l'imprimerie De La Rue, spécialisée dans la production de billets de banque.
Il rentre au Soudan en 2005, où il décède du paludisme à 81 ans. Il a eu deux filles avec sa dernière femme, la calligraphe chinoise Zhara, et un fils de son premier mariage.